# Janina Musiałczyk
Janina Musiałczyk (geborene Piątkowska; * 25. Mai 1943 in Kraśnik, Polen) ist eine aus Polen stammende bildende Künstlerin und Pädagogin, die in Hamburg lebt und arbeitet.

## Leben
Janina Musiałczyk studierte ab 1961 an der Staatlichen Hochschule für Bildende Künste in Łódź (Państwowa Wyższa Szkoła Sztuk Plastycznych PWSSP, heute: Akademia Sztuk Pięknych im. Władysława Strzemińskiego w Łodzi), u. a. bei Stanisław Fijałkowski, und schloss das Studium 1967 erfolgreich ab. Seit 1967 war sie Mitglied des Verbands der Polnischen Bildenden Künstler (ZPAP) und nahm an dessen Ausstellungen teil.  Von 1967 bis 1980 übernahm sie Auftragsarbeiten für den Verlag Wydawnictwo Łódzkie und den Stockholmer Verlag Almqvist Wiksell Förlag (Illustrationen und Titelgestaltung).
Von 1967 bis 1981 war sie Leiterin der Ateliergruppe für Bildende Künste im Pałac Młodzieży (Palast der Jugend Łódź) und widmete sich der pädagogischen und kunstdidaktischen Arbeit mit begabten Kindern und Jugendlichen. Zu ihren Schülern gehören spätere Künstler, Gestalter, Architekten, Restauratoren wie u. a. Iga Bielejec, Darek Fiet, Wojciech Leder, Piotr Lichwierowicz, Krzysztof Nast, Marek Pabich, Mariusz Wilczyński und Jerzy Zachara.
1969 war Musiałczyk Mitbegründerin der Künstlergruppe und Autorengalerie Grupa Plastyków Bałuckich (Gruppe der Bałutyer Bildenden Künstler) und nahm bis 1973 an deren Ausstellungen teil (Freiluftinstallationen, großformatige Bilder, Ölmalerei).
Wenige Monate vor Einführung des Kriegsrechtes in Polen reiste sie im Mai 1981 nach Schweden aus und ging anschließend nach Hamburg, wo sie 1985 mit Renate Schröder eine private Schule für Zeichnung, Malerei und Komposition gründete und deren kunstdidaktische Leitung übernahm.  1996–1998 veröffentlichte sie regelmäßig Zeichnungen in dem deutsch-polnischen Magazin Dialog.
Von 1969 bis 2020 hatte sie über 50 Ausstellungen, darunter 30 Einzelausstellungen in Polen, in der Schweiz und in Deutschland. Zahlreiche ihrer Arbeiten befinden sich in privaten Sammlungen: die Zeichnung Begegnungen II in der Sammlung der Stadt Norderstedt. Die Zeichnungen Exodus 1, Exodus 16 sowie ihre Künstlerbücher in der Sammlung des Emigrationsmuseums Gdynia und dem Museum der Geschichte der polnischen Juden in Warschau.

## Auszeichnungen
1971 erhielt Musiałczyk eine Auszeichnung des ZPAV; 1973 den Sonderpreis der Schulaufsichtsbehörde (Schulbezirk Łódź) für außerordentliche und innovative Leistungen im Bereich pädagogischer und sozialer Arbeit; 1978 den Preis des polnischen Ministeriums für Bildung und Erziehung für herausragende Leistungen im Bereich didaktischer und erzieherischer Arbeit; 1979 ein Anerkennungsdiplom des polnischen Ministeriums für Bildung und Erziehung für künstlerische Qualität und herausragende Leistungen im Bereich der Kunsterziehung von Kindern und Jugendlichen.
1993 erhielt sie den 3. Preis im Wettbewerb Heim ins Exil für Maler und Bildhauer, ausgeschrieben von der  Internationalen Vereinigung zur Verteidigung verfolgter Künstler überall auf der Welt (AIDA).

## Stil
Kennzeichnend für ihr Schaffen sind der Literatur zufolge teilweise melancholisch und düster gestimmte, implizit narrative Zeichnungen von ungezähmtem, empfindlichem Strich und stilisierten Formen. Erkennbar sind Bezüge zu Surrealismus und die Begeisterung für Art brut. Die Bilder spiegeln leibseelische Verstricktheiten und Begegnungen, zeigen Motive wie Frauen. Frauenkörper, Doppelwesen, Häuser, fahrende Häuser, Wege, in Bewegung befindliche Menschen, Bilder von Menschen als Paar, in Gruppen oder Menschenmassen. Scharf-erschreckend, häufig mit schwarzer Tusche, Feder, Blei- und Buntstiften gezeichnet, gestempelt oder aber auch mit Farbschichten weich, schemenhaft, stilisiert gemalt, zuweilen auf beidseitig bearbeiteten Leinwänden mit alten Fotografien beklebt.

## Bildreihen (Auswahl)
- 1974–1980: Die Erde. Bleistift, Buntstift, schwarze Tusche auf Papier
- 1981: ’81. Bleistift, schwarze Tusche, weiße Kreide auf Papier, kleinformatige Zeichnungen
- 1981–1982: Steine. Bleistift, Buntstift auf Papier, kleinformatige Zeichnungen
- 1983: Geteilte Landschaft, gestaltete Landschaft. Aquarell, Gouache auf Papier
- 1983–1987: Hier und dort. Aquarell, Gouache, schwarze Tusche auf Papier
- 1988–1989: Menschen, Grenzen, Landschaften. Gouache, Aquarell, gemischte Technik auf Papier
- 1990–1996: Kommen, werden, gehen ; Begegnungen unterwegs; Acryl auf Leinwand, beidseitig bearbeitet[21]
- 1994–1996: Es taumelt. Schwarze Tusche auf Papier; Acryl auf Leinwand, beidseitig bearbeitet[20]
- 1996–1998: Mieträume. Schwarze Tusche und Buntstift auf Papier; Acryl auf Leinwand, beidseitig bearbeitet
- 1999–2002: Fortgang. Exodus. Schwarze Tusche und Stempel auf Papier; Fotografien bearbeitet mit Acrylfarbe, Schablonen, Stempel
- 1999–2002: Zusammen; Begegnungen unterwegs. Schwarze Tusche auf Papier
- 2000: Lesezeichnungen. Feder, schwarze Tusche, Stempel auf Papier
- seit 2000: Episoden. Kleinformatige Bilder, Mischtechnik auf Papier[1]
- 2005: Nackt. Schwarze Tusche auf Papier
- 2006–2011: Stufen. Acryl auf Leinwand
- 2008: Ringen. Schwarze Tusche auf Papier
- 2009–2014: Unterwegs: Hamburg – Łódź, Łódź – Hamburg. Fotografie
- 2012–2014: Verdeckt. Kleinformatige Selbstbildnisse, Acryl und Buntstift auf Fotografie
- 2013–2015: Mieträume II. Acryl-Malerei auf Leinwand; Buntstift und schwarze Tusche auf Papier
- 2014–2017: Geister und Häuser. Acrylfarbe mit Buntstift auf Papier
- 2017–2020: Wie war das, wo war es. Collagen mit Acrylfarbe, Buntstift, Papier
- 2020: Stufen II. Acryl auf Leinwand

## Künstlerbücher
- Zeichnungen und Bilder / Rysunki i obrazy. Hamburg / Łódź 1998 (deutsch, polnisch).
- Rysunki i teksty / Zeichnungen und Texte. Hamburg 2001, ISBN 3-00-013171-X (Gestaltung: Iga Bielejec).
- Episoden. Hamburg 2005, ISBN 3-00-012543-4 (deutsch, polnisch).
- W drodze, trzy zeszyty / Unterwegs. 2015, ISBN 978-3-00-049192-4 (deutsch, polnisch, drei Hefte, Gestaltung: Iga Bielejec).
- Seh nicht, also ist nicht. / Nie widzę, więc nie ma. Hamburg 2022, ISBN 978-3-00-071944-8 (deutsch, polnisch, Gestaltung: Iga Bielejec).